# Arbetarinitiativet (Polen)
Arbetarinitiativet (polska: Inicjatywa Pracownicza, IP) är en polsk anarko-syndikalistisk fackförening grundad 2001.